# Prvosenka vyšší
Prvosenka vyšší (Primula elatior) je zástupce prvosenek rostoucí v České republice. Často bývá zaměňována s velmi podobnou prvosenkou jarní, která má květy sytější barvy a začíná kvést dříve.

## Popis
6–30 cm vysoká vytrvalá rostlina s přízemní růžicí listů a uzlovitým oddenkem. Oddenek je hustě porostlý hnědými kořeny. Mladé listy jsou ze začátku na okrajích slabě podvinuté, ze spodní strany šedozelené barvy a mírně svrasklé. Listy starší jsou vejčitého kopinatého tvaru. V době květu listy dosahují délky 3–6 cm.
Na stvolech vykvétají v jednostranných okolících nearomatické květy s asi 2 cm dlouhými květními stopkami. Tyto květy jsou oboupohlavné a pravidelné. Kalich, těsně přiléhající ke korunní trubce, srostl z pěti lístků. Vytváří úzký trubicovitý útvar, žlutavé barvy se zelenajícími hranami. Výška kalichu je přibližně 12 mm a asi od půlky je nesrostlý a vytváří pět zubů kopinatého tvaru. Korunní lem je plochý až mělce nálevkovitý. Trubkovitá koruna srostlá z pěti lístků měří v průměru 15–25 mm. Je nearomatická, má světle žlutou barvu, k ústí až oranžovou. Koruna je delší než kalich, a její cípy jsou nesrostlé a na středu srdčité. Svrchní semeník srostlý z pěti plodolist nese prodlouženou čnělku ukončenou hlavatou bliznou. Květ dále nese pět tyčinek přirůstající ke korunní trubce. Plody (tobolky) jsou delší než kalich a jsou válcovitého tvaru. Měří 11–15 mm. Semena jsou plochá. Kvete v březnu až květnu.

## Rozšíření
Střední, jižní i západní Evropa. V oblastech od jižní Anglie a jižního Švédska po jih evropské části Ruska. Oblast pohoří Uralu, střední a jihozápadní Asie. V teplých oblastech Čech výjimečně. Častěji na Moravě a na vyšších chladnějších slunných místech. Roste na vlhkých světlých loukách a ve světlých smíšených či listnatých lesích. Vyskytuje se na vzdušných, ale vlhkých půdách kyselého až zásaditého charakteru bohatých na humus.

## Léčitelství
Prvosenka obsahuje saponiny (přírodní mýdelnaté sloučeniny), z toho 5 % kyseliny primulové. Obsah saponinů v květech je asi 2 % a v oddenku okolo 10 %. Dále obsahuje glykosidy (primverosid, primulaverosid), silice, flavonoidy, vitamin C, kyselinu křemičitou a sacharidy.
Sbírají se celé okolíky nebo oddenek i s kořenem a zřídka i list. Květ se sbírá v době květu (duben, květen), ale oddenek již brzy na jaře, ještě před začátkem vegetace, nebo na podzim (obsahuje nejvyšší množství saponinů). Obě drogy se suší za teplot nepřevyšujících 35 až 40 °C.
Droga účinně uvolňuje hleny a tím zlepšuje vykašlávání, tlumí záněty, působí mírně močopudně, přispívá k rozpadu močových kaménků a celkově uklidňuje.
Droga se obvykle podává jako nálev (10 g květů na asi 500 ml vody 1× denně, nebo menší množství kořene na stejné množství vody) a to zejména při nemocích dýchacích cest, plic, ledvinových zánětech apod. Také se může použít na odstraňování podlitin ve formě obkladů z koncentrovanějšího odvaru drogy (40 g kořene na ¼ l vody), nebo proti dně, revmatismu, závratím či migréně (10 g celé rostliny, tj. kořen, listy i květ na 1 l vody).
Stejně jako prvosenky vyšší lze použít prvosenky jarní (Primula veris), jejíž účinky jsou vzhledem k obsahu účinných látek výraznější.

## Variabilita
Prvosenka vyšší je velmi variabilní druh.
U nás jsou rozlišovány tři poddruhy.
Prvosenka vyšší pravá (Primula elatior subsp. elatior)
- Je nejhojnější. Je typická chlupatým stvolem a pravidelně zubatými čepelemi listů. Vyskytuje se ve východních Čechách.[1]

Prvosenka vyšší tatranská (Primula elatior subsp. tatrensis)
- Vyskytuje se v Karpatech. Je typická řídce chlupatým až lysým stvolem a nepravidelně až dvojitě zubatými listy.[1]

Prvosenka vyšší krkonošská (Primula elatior subsp. corcontica)
- Vyskytuje se vzácně v Krkonoších jako endemit. Typická je velmi úzce křídlatými, celokrajnými řapíky.[1]

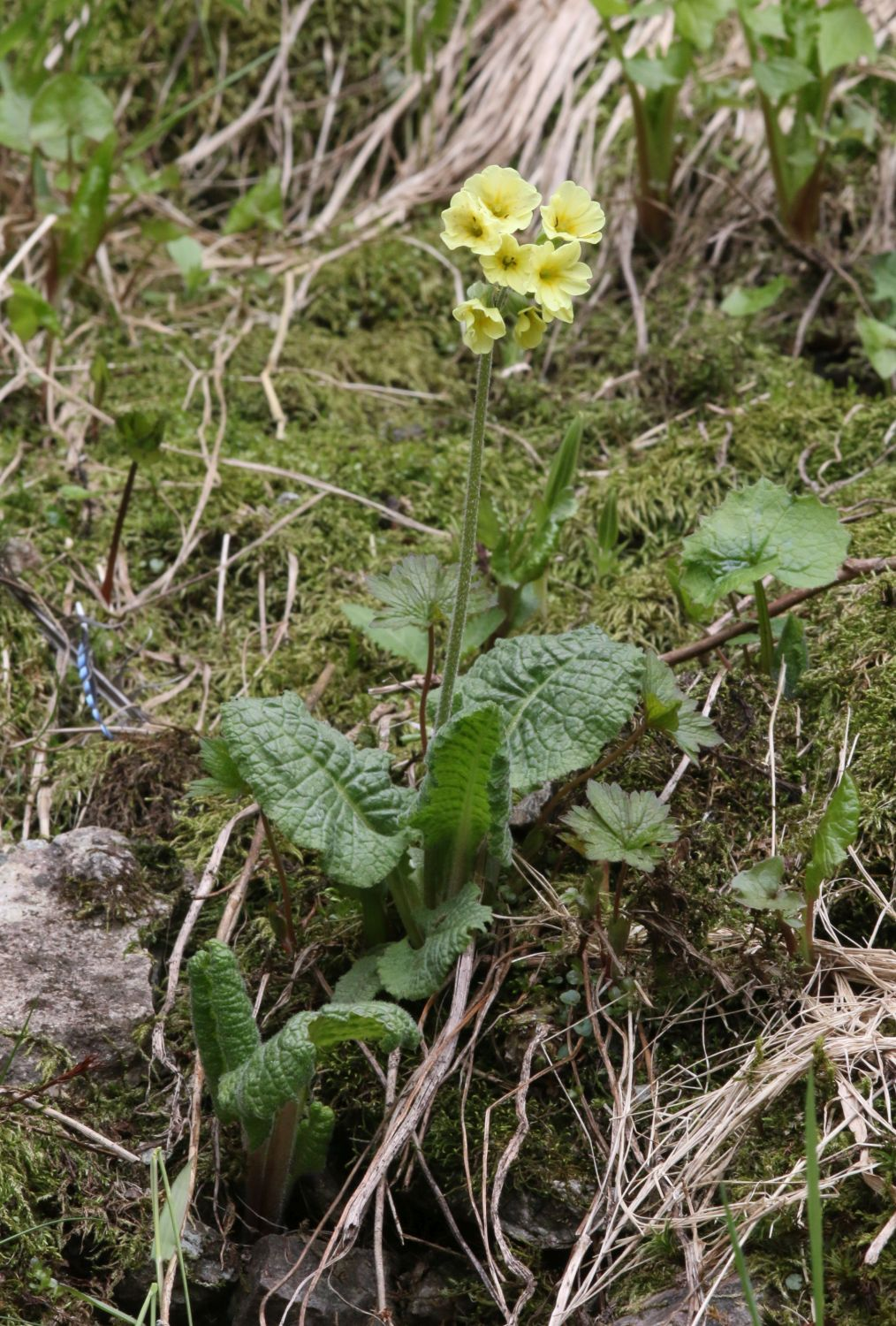
Prvosenka vyšší krkonošská na lokalitě
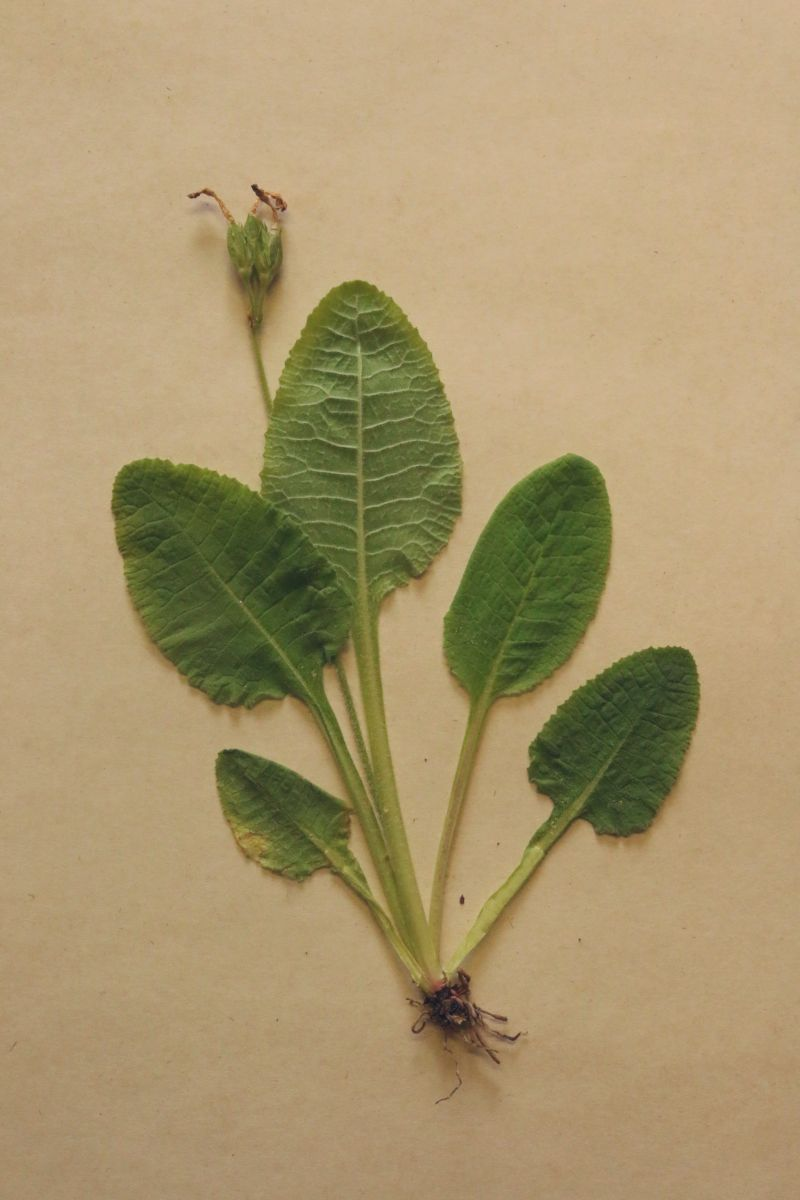
Prvosenka vyšší krkonošská na herbářové položce
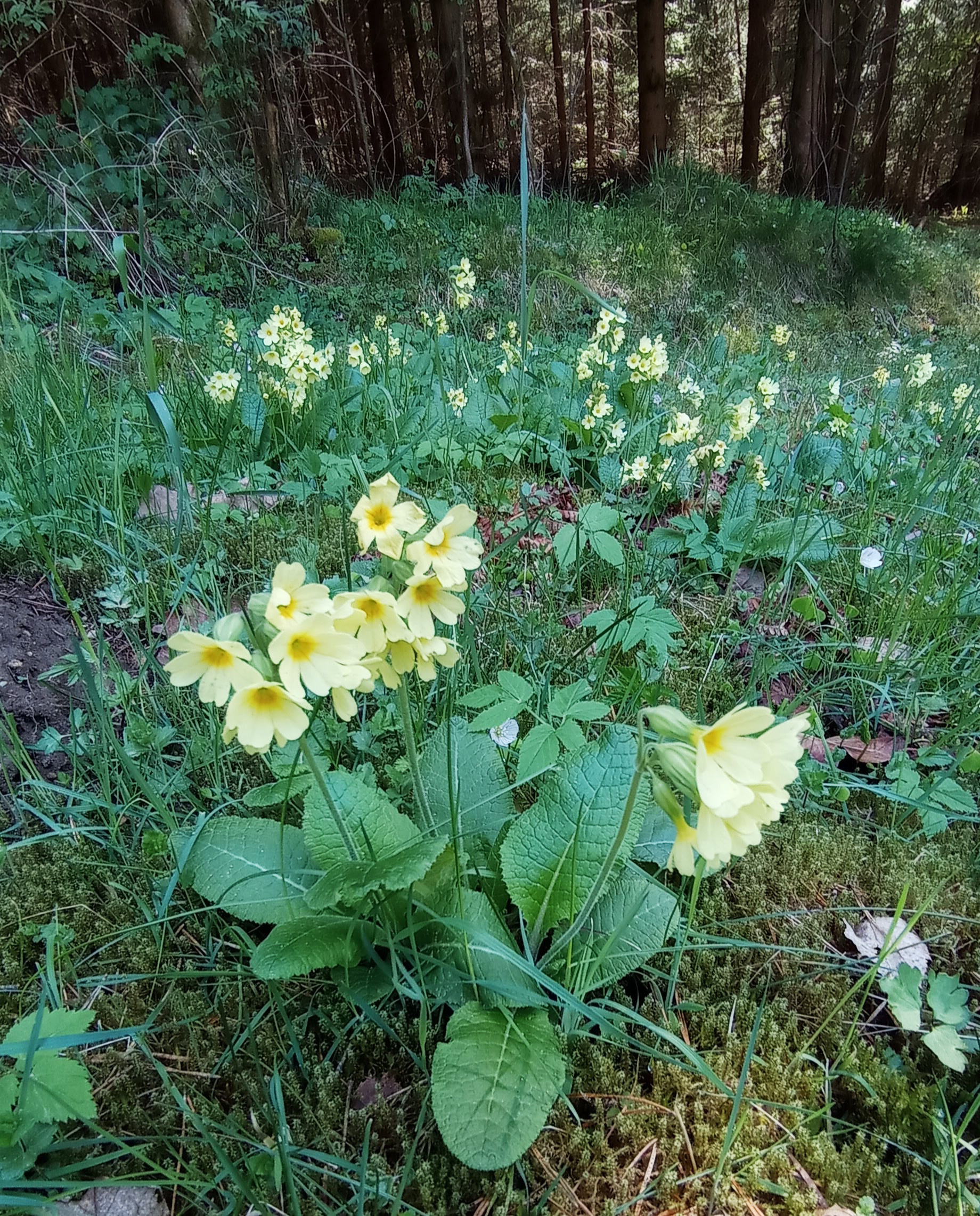
Typický biotop v jižních Čechách

## Ohrožení
Tři poddruhy prvosenky vyšší, které rostou na území České republiky, jsou uvedeny v Červeném seznamu. Prvosenka vyšší krkonošská je zapsaná do skupiny kriticky ohrožených taxonů (C1) a prvosenka vyšší tatranská je ve skupině vzácnější taxony (C4b).

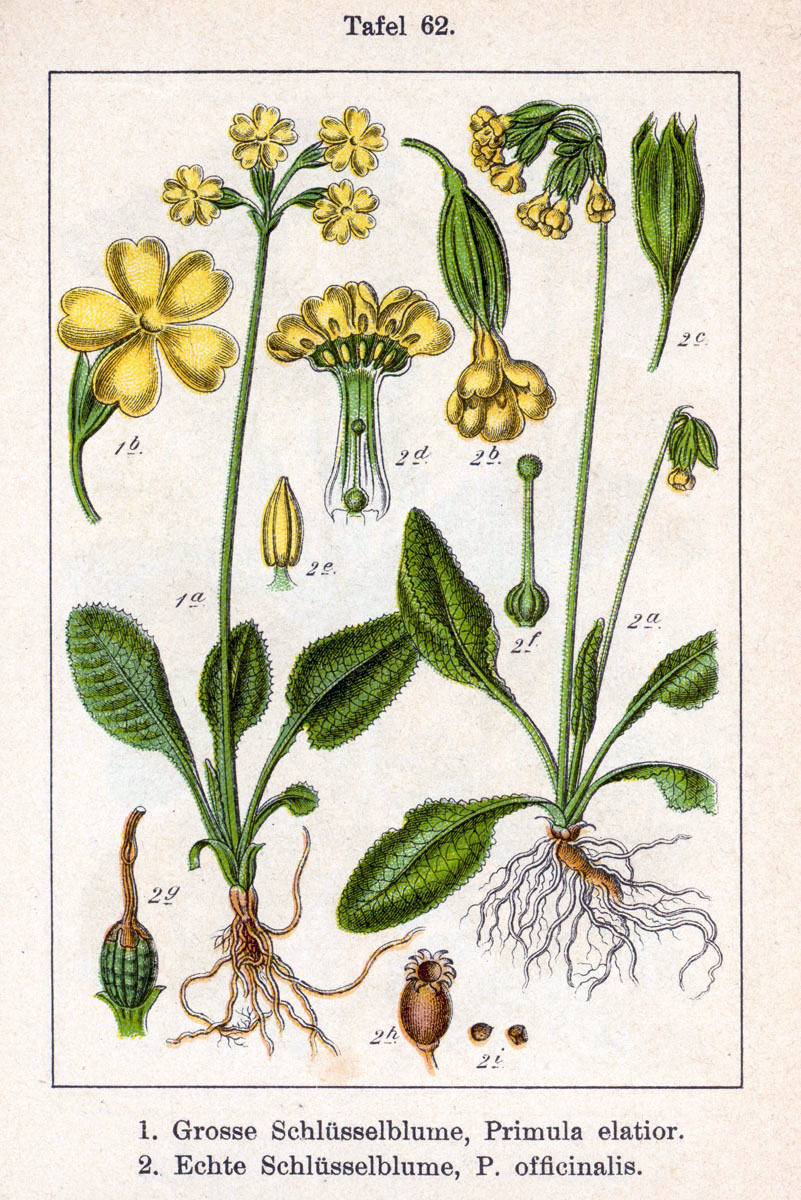
Jednotlivé části prvosenky vyšší